# Jeroen Paul Thesseling
Jeroen Paul Thesseling (Paesi Bassi, 13 aprile 1971) è un bassista olandese.
Componente della band technical death metal tedesca Obscura e della band death metal olandese Pestilence, è famoso per il suo particolare utilizzo del basso fretless nella scena metal estrema.

## Biografia
Inizia suonando il violino all'età di sei anni e continua fino al 1985, anno in cui decide di passare al basso elettrico. In seguito nel 1988 si iscrive al Conservatorio di Enschede, nei Paesi Bassi. Tra il 1992 ed il 1994 collabora con la band olandese Pestilence partecipando alle registrazioni dell'album Spheres, fortemente influenzato da elementi jazz e chitarre synth. All'album seguirà un tour europeo.
Nel 1995 Jeroen comincia a studiare la microtonalità e sviluppa un temperamento per basso a 72 toni. Negli anni seguenti decide di concentrarsi principalmente sul basso fretless. Dal 2005 registra le parti di basso per gli Ensemble Salazhar, un progetto fusion/world music contemporaneo.
Nel 2007 Jeroen Paul Thesseling entra nella Technical Death Metal band tedesca Obscura come membro permanente e partecipa alle registrazioni del secondo full-length della band, Cosmogenesis, pubblicato nel Febbraio del 2009. Nell'ottobre dello stesso anno Jeroen entra nuovamente a far parte dei Pestilence dopo uno stop di quindici anni e sta attualmente lavorando al nuovo album della band di Patrick Mameli intitolato Doctrine, uscito nel febbraio 2011. In quest'ultimo anno Thesseling ha preso parte all'album Quarterpast del gruppo symphonic death metal MaYaN.
Jeroen, sottolineando la volontà di continuare il suo lavoro con gli Obscura nonostante l'impegno con i Pestilence, ha contemporaneamente lavorato alle registrazioni del terzo album degli Obscura intitolato Omnivium.
Nel 2014 Thesseling collabora con la jazz-fusion gruppo olandese-cubano Salazh Trio, partecipando alle registrazioni dell'album Circulations (2017). Nell'ottobre 2019 ha fondato il quartetto strumentale progressive metal-fusion Quadvium con il collega bassista fretless Steve DiGiorgio. Dal 2020 al 2022 Jeroen è tornato negli Obscura dopo una pausa di nove anni. Con loro ha registrato il loro sesto album in studio, A Valediction (2021). Nel 2024 i Quadvium terminarono le tanto attese registrazioni e pubblicarono il loro album di debutto in studio Tetradōm (2025) tramite Agonia Records.

## Strumentazione

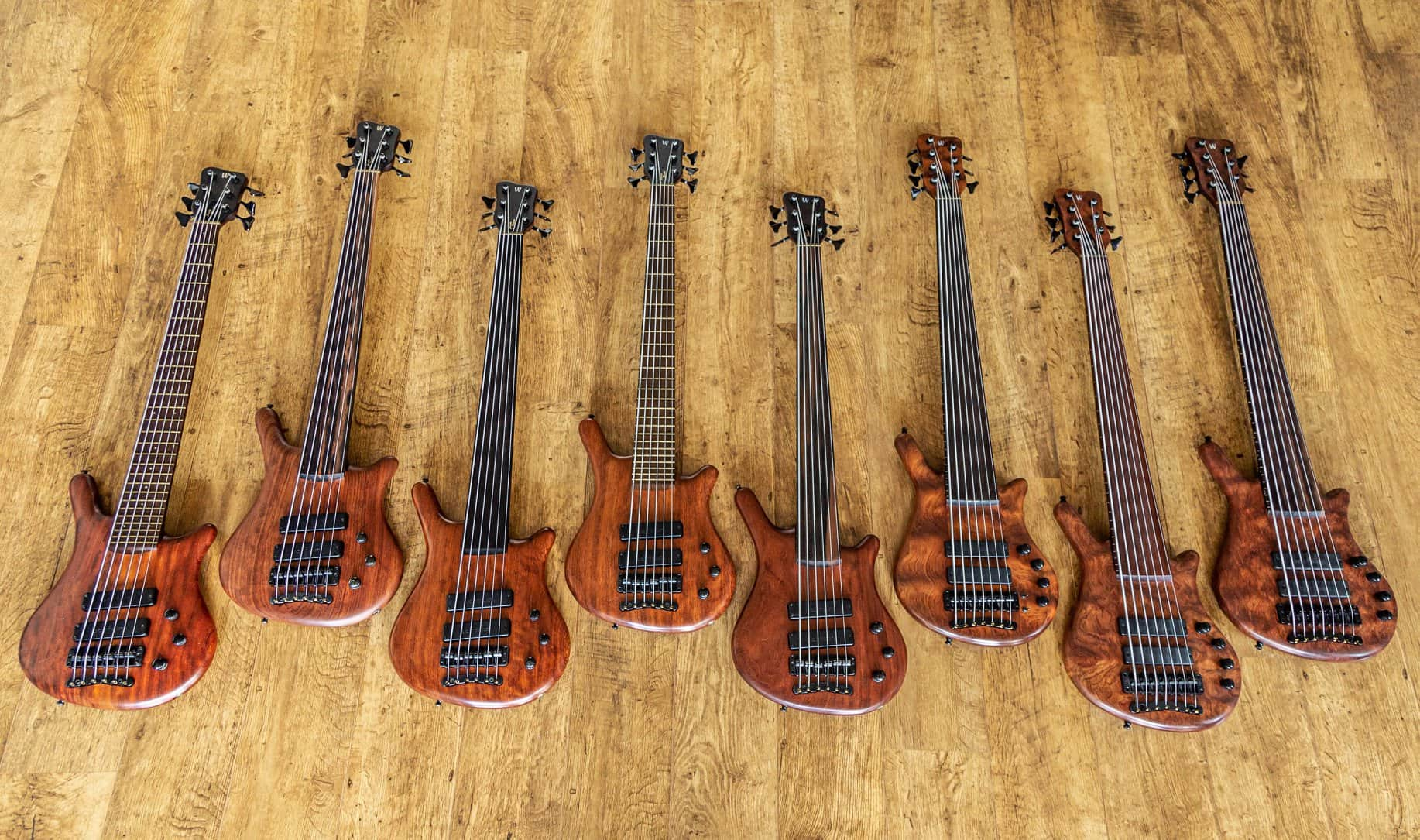
Warwick Thumb NT collection Jeroen Paul Thesseling

Thesseling è endorser della ditta produttrice di bassi tedesca Warwick e suona la serie Thumb NT esclusivamente dal 1993. Nel 2011, ha iniziato a suonare i bassi fretless Thumb NT7, che si possono ascoltare in particolare nelle registrazioni dell'album Doctrine dei Pestilence, dell'album A Valediction degli Obscura e dell'album Tetradōm degli Quadvium.
Bassi 7-corde
- Warwick Thumb NT 7-string fretless ebony fingerboard (2017, custom shop)
- Warwick Thumb NT 7-string fretless snakewood fingerboard (2013, custom shop)
- Warwick Thumb NT 7-string fretless ebony fingerboard (2011, custom shop)

Bassi 6-corde
- Warwick Thumb NT6 fretless Macassar Ebony fingerboard (1993)
- Warwick Thumb NT6 fretless Ebony fingerboard (1991)
- Warwick Thumb NT6 Wenge fretboard (1991)
- Warwick Thumb NT6 fretless Asian Ebony fingerboard (1989)
- Warwick Thumb NT6 Wenge fretboard (1989)

Attrezzatura live
- Warwick LWA 1000, WCA 115 CE LW cab, WCA 115 CE LW cab (sinistra)
- Warwick LWA 1000, WCA 115 CE LW cab, WCA 115 CE LW cab (destra)

Attrezzatura studio
- Phoenix Audio DRSQ4 MkII dual channel preamp
- Aurora Audio GTQ2 MkIII dual channel preamp

## Discografia
Studio
- Quadvium - Tetradōm (2025, Agonia Records)
- Sadist - Firescorched (2022, Agonia Records)
- Obscura – A Valediction (2021, Nuclear Blast)
- Salazh Trio - Circulations (2017)
- Obscura - Omnivium (2011)
- Pestilence - Doctrine (2011)
- MaYaN - Quarterpast (2011)
- Obscura - Cosmogenesis (2009)
- Pestilence - Spheres (1993)

Live
- Pestilence - Presence of the Past (2015)

Compilazioni
- Pestilence – Twisted Truth (2020, Warner Music Group)
- Pestilence – Prophetic Revelations (2018, Hammerheart Records)
- Pestilence – Reflections of the Mind (2016, Vic Records)
- Lange Frans – Levenslied (2012, TopNotch)
- Pestilence – Mind Reflections (1994, Roadrunner Records)

## Videografia
Video musicali ufficiali
- Quadvium – Adhyasa (2025)
- Quadvium – Apophis (2025)
- Quadvium – Náströnd (2025)
- Obscura – Heritage (2022)
- Obscura – The Neuromancer (2022)
- Sadist – Accabadora (2022)
- Obscura - When Stars Collide (2021)
- Obscura - Devoured Usurper (2021)
- Obscura - A Valediction (2021)
- Obscura - Solaris (2021)
- Obscura – Anticosmic Overload (2009)
- Pestilence – Mind Reflections (1993)